# Elatostema oreocnidioides
Elatostema oreocnidioides är en nässelväxtart som beskrevs av Wen Tsai Wang. Elatostema oreocnidioides ingår i släktet Elatostema och familjen nässelväxter. Inga underarter finns listade i Catalogue of Life.